# Sciara cylindrica
Sciara cylindrica är en tvåvingeart som beskrevs av Franklin William Pettey 1918. Sciara cylindrica ingår i släktet Sciara och familjen sorgmyggor.
Artens utbredningsområde är Kalifornien. Inga underarter finns listade i Catalogue of Life.